# Seul
Seul is het debuutalbum van Garou, uitgebracht op 13 november 2000. Het album behaalde diverse keren platina in onder andere Canada, Frankrijk en België. Een groot deel van de teksten werd geschreven door Luc Plamondon.

## Singles
- "Seul" - 8 oktober 2000
- "Je n'attendais que vous" - 12 april 2001
- "Sous le vent" - 3 september 2001
- "Gitan" - 14 januari 2002 [bron?]

## Nummers
1. "Gitan" (4:05)
2. "Que l'amour est violent" (5:41)
3. "Demande au soleil" (5:34)
4. "Seul" (4:41)
5. "Sous le vent" (3:30), duet met Céline Dion
6. "Je n'attandais que vous" (5:17)
7. "Criminel" (3:45)
8. "Le calme plat" (4:09)
9. "Au plaisir de ton corps" (4:38)
10. "Le moitié du ciel" (4:11)
11. "Lis dans mes yeux" (4:04)
12. "Jusqu'à me perdre" (4:27)
13. "Gambler" (4:37)
14. "L'adieu" (4:02)